# Haiderabade (Sinde)
Hiderabade, ou Hiderabade (em sindi:  حيدرآباد; em urdu:  حيدرآباد‎, pronunciado: [haɪdərəba:d]; em inglês:  Hyderabad), é uma cidade e capital da Divisão de Haiderabade e também do Distrito de Haiderabade, na província de Sinde, no Paquistão. É a segunda maior cidade de Sinde e a quinta maior do Paquistão. Situa-se nas margens do rio Indo em tem cerca de 2,5 milhões de habitantes.
Fundada em 1768 por Mian Ghulam Shah Kalhoro da Dinastia Kalhora para ser a capital do emirado de Sinde, Haiderabade serviu como capital de província até que os britânicos transferiram a capital para a presidência de Bombaim em 1840. Fica a cerca de 150 quilômetros para o interior de Carachi, a maior cidade do Paquistão, ao qual está ligado por uma ferrovia direta e pela rodovia M-9.